# Perusiopsis veninotata
Perusiopsis veninotata är en fjärilsart som beskrevs av W. Warren 1914. Perusiopsis veninotata ingår i släktet Perusiopsis och familjen mätare. Inga underarter finns listade i Catalogue of Life.